# 裴冷冷
裴冷冷（?—?），唐朝中期时疏勒国国王。
安史之乱后，河西走廊被吐蕃占领，中原和安西四镇的交通断绝。唐朝的官兵和安西四镇（焉耆、龟兹、疏勒、于阗）的国王坚守西域，抵御吐蕃。西行印度求法的释悟空（车奉朝）返回中原，贞元五年（789年），途经疏勒（沙勒）。当时疏勒王是裴冷冷，驻在疏勒的疏勒镇守使是鲁阳（唐朝官员，汉人）。疏勒后来的国王不见记载，9世纪疏勒被回鹘占领，成为喀喇汗国的一部分。